# Умершие в ноябре 1996 года
Это список известных людей, соответствующих установленным критериям значимости (см. Википедия:Критерии значимости персоналий), умерших в ноябре 1996 года.
Причина смерти указывается лишь в исключительных случаях (убийство, самоубийство, гибель в результате военных действий, смертная казнь, ДТП или несчастные случаи). В остальных случаях — не указывается.
- 1 ноября — Ншан Дарбинян (74) — Герой Советского Союза.
- 2 ноября — Александр Головня (70) — Герой Советского Союза.
- 2 ноября — Ева Кессиди (33) — американская певица, получившая известность благодаря собственной интерпретации известных песен в стиле джаз, блюз, фолк, госпел, кантри и поп.
- 3 ноября — Жан-Бедель Бокасса (75) — президент Центральноафриканской Республики с 1 января 1966 по 4 декабря 1976, а затем император Бокасса I с 4 декабря 1976 по 20 сентября 1979.
- 3 ноября — Пол Тейтум (41) — американский бизнесмен, один из совладельцев московской гостиницы «Рэдиссон Славянская»; убит[1].
- 3 ноября — Евгений Щербань (50) — украинский политик и бизнесмен.
- 4 ноября — Константин Локтев (63) — советский хоккеист. Заслуженный мастер спорта СССР.
- 4 ноября — Василий Матасов (73) — Герой Советского Союза.
- 5 ноября — Валентин Сугрин (74) — Герой Советского Союза.
- 7 ноября — Виктор Кочеров (72) — Герой Советского Союза.
- 7 ноября — Тимофей Павлов (92) — Герой Советского Союза.
- 8 ноября — Валентин Печников (72) — советский и российский актёр театра и кино.
- 9 ноября — Фёдор Горячев (91) — советский государственный и партийный деятель, 1-й секретарь Новосибирского областного комитета КПСС (1964-1978), Герой Социалистического Труда.
- 9 ноября — Юрий Егоров (73) — советский и украинский учёный, кандидат физико-математических наук, доктор химических наук.
- 10 ноября — Имам Алимсултанов — чеченский певец, автор и исполнитель песен.
- 10 ноября — Николай Апухтин (72) — артист балета, педагог.
- 10 ноября — Юрий Бухалов (75) — советский и украинский партийный деятель и учёный-философ.
- 10 ноября — Роберт Третьяков — украинский поэт.
- 12 ноября — Витаутас Жалакявичюс (66) — литовский кинорежиссёр, драматург и сценарист («Никто не хотел умирать» (1966), и др.)
- 12 ноября — Анатолий Майсеня (37) — белорусский журналист и политолог.
- 14 ноября — Михаил Коптев (74) — Герой Советского Союза.
- 15 ноября — Иосиф Свидинский (78) — Герой Советского Союза.
- 17 ноября — Иван Герасимов (71) — советский военный, полный кавалер ордена Славы.
- 17 ноября — Евсей Россихин (83) — Полный кавалер Ордена Славы.
- 18 ноября — Зиновий Гердт (80) — советский и российский актёр, чтец, народный артист СССР (1990).
- 20 ноября — Николай Исаенко (80) — Герой Советского Союза.
- 22 ноября — Лев Зацепа (80) — Герой Советского Союза.
- 22 ноября — Эрих Пицка (81) — австрийский валторнист, композитор и музыкальный педагог.
- 24 ноября — Альберт Вейник (77) — член-корреспондент Академии наук Белорусской ССР, доктор технических наук, профессор.
- 24 ноября — Пётр Руднев (71) — российский литературовед.
- 24 ноября — Эдисон Денисов (67) — российский композитор, музыковед, общественный деятель, заслуженный деятель искусств России (1990), народный артист России (1995).
- 25 ноября — Сурен Петросян (79) — командир батальона 5-й гвардейской воздушно-десантной бригады 52-й армии 2-го Украинского фронта, гвардии старший лейтенант, Герой Советского Союза.
- 25 ноября — Василий Руднев (70) — Герой Советского Союза.
- 25 ноября — Амир Хайдаров (85) — Герой Советского Союза.
- 26 ноября — Пимен Колесников (90) — Герой Советского Союза.
- 26 ноября — Николай Овсянников (93) — Герой Советского Союза.
- 26 ноября — Филипп Хиршхорн (50) — латвийско-бельгийский скрипач.
- 27 ноября — Поликарп Шафета (60) — украинский и советский журналист, редактор, публицист, писатель.
- 29 ноября — Александр Иванов (77) — Герой Советского Союза.
- 29 ноября — Алихан Чокин (71) — советский и казахстанский гигиенист, историк медицины.
- 30 ноября — Тайни Тим (64) — американский музыкант, певец, композитор.